# 邓本殷

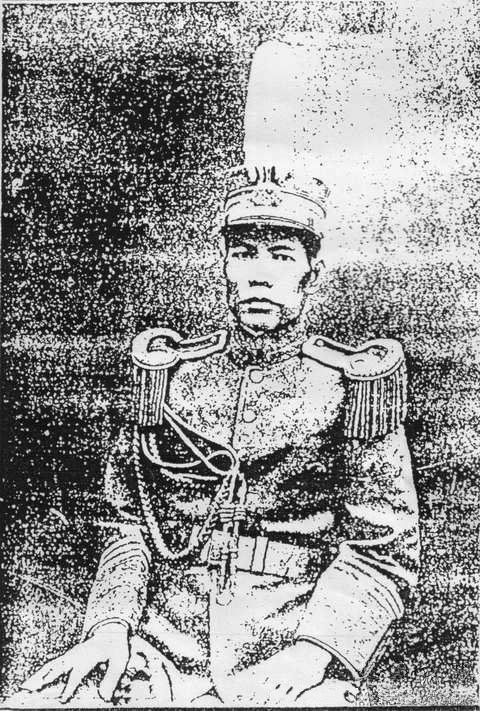

邓本殷（1879年8月27日—？），字品泉，广东防城县茅岭乡大陶村（今属广西）人，中华民国军事人物，粤军将领。

## 生平

### 早年生涯
邓本殷从小失学，随父母务农、织席。1899年，邓本殷入防城县衙报名参军，初为伙夫，后升士兵。此后升任广东西路巡防营管带，受广东陆路提督龙济光统辖。中华民国成立之后，巡防营缩编，邓本殷去职，后赴福建投原广东琼州镇总兵、时任福建漳泉镇守使黄培松。
1913年8月，龙济光率济军占领广州，并就任广东都督，随即扩编济军。邓本殷乃返回广东参加济军，任警卫军第十三路军第十七营营长。1915年底，袁世凯称帝，龙济光拥护，遭云南、广西的护国军以及各地民军的进攻。1916年5月，民军攻占新会城，逮捕并杀害了驻该城的警卫军营长吕文轩，将该警卫军缴械。邓本殷奉命率部反攻，击败民军，收复新会城，后来升任帮统。
1916年10月，旧桂系陆荣廷率桂军进占广州，龙济光战败撤往琼崖，邓本殷部改编为广东省省长朱庆澜所率省长亲军，负责地方治安及剿匪。但因不是旧桂系的嫡系部队，邓本殷部受旧桂系排斥。不久，北洋政府军队从福建进攻广东，孙中山乃同旧桂系协商，旧桂系答应交给陈炯明20个营的警卫军（约五千人）组建援闽粤军。1918年1月，陈炯明任援闽粤军总司令，将该军编成5个支队、1个预备队、1个游击队，邓本殷部2个营编入第四支队（该支队辖3个营），邓本殷任第四支队司令。
1918年6月，援闽粤军进攻闽南，邓本殷部与罗绍雄支队共6个营为中路，由援闽粤军总司令部参谋处长叶举指挥，自饶平进攻松柏关以进取平和，浙军童保暄师是其正面敌人。邓本殷部占领饶平后，福建督军李厚基组织力量反击，援闽粤军各部纷纷战败撤退，邓本殷部仍坚守饶平。后来，浙军团长陈肇英起义，童保暄率余部撤退。邓本殷部坚守饶平为援闽粤军此后的反攻奠定了基础。
1918年9月，援闽粤军占领漳州，并成立了辖闽西南26个县的闽南护法区，为孙中山开展护法运动的基地。在闽南护法区内，援闽粤军由20个营的警卫军扩编为2个正规军，邓本殷部改编为援闽粤军第六支队，驻安溪，邓本殷兼任安溪清乡督办。
1920年8月，孙中山命援闽粤军兵返回广东驱逐旧桂系。返回广东之前，邓本殷部同罗绍雄、李炳荣等部奉命进攻援闽粤军后方、和旧桂系关系紧密的浙军陈肇英及地方军张贞、杨子明等部，在泉州溪尾、官桥等处双方展开战斗，浙军及地方军退到山区。
回粤之战开始后，邓本殷部同罗绍雄支队、熊略支队编为中路军，在参谋处长叶举指挥下，自平和进攻饶平，连克丰顺、紫金，并策应左、右路军。其中，邓本殷部攻克饶平，在高陂、丰顺地区同桂军卓廷贵部战斗，将卓廷贵部击败。9月14日，邓本殷部同洪兆麟、熊略等部向桂系林虎、马济防守的惠州发动总攻，一个多月后攻克惠州。1920年10月底，粤军攻占广州，旧桂系残部逃回广西，邓本殷奉命率部追击，在石龙之役中收编了桂军彭智芳部，后来又收复了广东南路地区。1921年1月，邓本殷部进占琼崖，扣留了旧桂系琼崖驻军的团长何福昌，整编了琼崖驻军，收复琼崖。
孙中山回到广东后，重新组织广东军政府，整编援闽粤军，将广东省分设10个善后处，邓本殷部扩编为粤军第四独立旅（辖2个团共6个营），隶属粤军第一军（陈炯明兼任军长）。邓本殷升任旅长，并兼琼崖善后处处长，自此开始统治琼崖5年多，直到1926年2月遭国民革命军击败。
　　

### 统治琼崖
统治琼崖后，邓本殷在海口大力推进基础设施建设，扩建公路，修筑堤岸，拆除了海口老城，重修秀英炮台。他还在琼崖推行“琼人治琼”，大批提升琼崖籍军政人员。
1921年6月，孙中山命粤军进行援桂讨陆战争，陈炯明派钦廉传达所所长何国樑携子弹及军饷赴琼崖同邓本殷商量。邓本殷乃决定自雷州登陆，同黄志恒旅、黄明堂部驻钦州、灵山、廉江等地，对南宁、玉林、横县方向的桂军进行警戒，并派所部参谋长邓承荪率部进攻龙州、水口的旧桂系残部。因为布置妥当，邓本殷受到陈炯明嘉奖。
1922年6月，陈炯明发动六一六事变后，粤军分成拥护陈炯明、孙中山的两支力量。邓本殷和其他拥陈派粤军将领联名发出通电，要孙中山下野。驻廉北的黄明堂成立南路讨贼军，讨伐陈炯明，但被邓本殷部围歼。孙中山离开广东后，陈炯明命邓本殷部守琼崖。邓本殷通过陈炯明，将非自己嫡系的施少卿团长、卢华龙部调离琼崖，并将所部扩编为2个旅，由陈凤起、邓承荪分别担任旅长。
1923年1月，奉孙中山之命，滇桂联军赴广东驱逐陈炯明，邓本殷部在西江下游阻击滇桂联军。陈炯明战败后，邓本殷部退回琼崖，自此脱离了陈炯明的指挥。

### 争夺广东南路八属
当时，广东南路八属被九个不同派系部队占领：邓本殷占琼崖；申葆藩占钦州、防城；黄明堂占廉州、北海；吕春荣占高州；林树巍占雷州；梁士锋占阳江；余六吉、苏继开、徐东海等分别占领阳春、新兴、罗定等县。
邓本殷为扩大势力范围，乃派黄志恒赴廉州会见申葆藩，建议两军联合组成高雷钦廉琼崖罗阳八属联军，进行“八属自治”，获得申葆藩赞同。1923年8月，邓本殷、申葆藩联名通电称：“天祸吾粤，客军入境，迭遭兵灾，以苦吾民，吾粤南路八属为弭兵祸，宣布自治，保境安民。”八属联军指挥部宣告成立，邓本殷任八属联军总指挥，申葆藩任副总指挥，黄志恒任总参谋长，苏有廷任八属联军右翼指挥官。
不久，邓本殷、申葆藩合作出兵高雷、罗阳，驱逐了林树巍、梁士锋，迫使吕春荣投降，遂占领了高州城，在高州成立了八属行署。后来，他们又先后收编了余六吉、苏继开、徐东海等部，统一了广东南路八属，占据了东达阳春、阳江，北到信宜，西至钦廉，南到琼崖的地区，辖区面积几乎达到了广东省总面积的一半，全部兵力达三万多人，在广东省内同广州政府、东江陈炯明部三足鼎立。1924年2月，邓本殷被北京政府任命为琼崖护军使。
邓本殷在政治上保持中立姿态，称“既不帮孙中山，也不助陈炯明”，暗中同陈炯明联系密切。孙中山为此致信邓本殷：“智者不背时而立功，想足下胆识素优，必不昧此良机也。特因伯芬之便，托致鄙怀，惟足下裁度之。”劝邓本殷归顺广州政府，但邓本殷未作回应。孙中山乃起用林俊廷为“广东钦廉高雷琼崖罗阳八属军务督办”，拨给军饷及子弹，并派永丰舰驶往北海帮助林俊廷进攻邓本殷。
1924年5月，林俊廷率3个旅自南宁赴廉州，请申葆藩派兵帮助进攻邓本殷。申葆藩虽礼遇林俊廷，并将部下张瑞贵旅拨给林俊廷指挥，但拒绝同邓本殷决裂。为此，林俊廷未敢进攻邓本殷。永丰舰待命至1924年9月仍未见林俊廷发兵，便自北海驶回广州。永丰舰撤离后，邓本殷当即同张瑞贵旅突袭并击败了林俊廷部，林俊廷率残部逃回南宁。
邓本殷统一广东南路八属后，将嫡系部队扩编为6个师，任命陈凤起、邓承荪、冯铭锴等任各师师长。为筹集军费，邓本殷乃加重赋税和劳役、滥发银币、开放赌博及鸦片，并且用琼崖矿产开采权、修路建港口等权益向美国政府贷款3000万美元。1925年，邓本殷在海口创办了粤南实业银行（海南第一家商业银行），并发行了八属银毫3000万元，强制在广东南路八属使用。1925年至1926年省港大罢工期间，邓本殷电请美国派出6艘军舰驻琼崖，并接受了香港政府80万元钱款，负责为香港供应食品。
1925年4月，邓本殷派代表赴北京游说北京政府将广东南路八属改为广南省，并任命邓本殷为广南省督理。北京政府领导人段祺瑞正想借孙中山逝世的机会推翻广东政府，乃改广东南路八属为特区，任命邓本殷为八属善后督办，申葆藩、黄志恒为会办，邓本殷还获将军府授“植威将军”、陆军中将。段祺瑞另外派出军舰帮助邓本殷守卫琼崖。
　　

### 遭国民革命军击败
1925年8月，廖仲恺遇刺身亡。此后，建国粤军参谋长兼黄埔军校校长蒋介石驱逐粤军总司令许崇智，驻四邑的一部分粤军乃转投邓本殷。邓本殷乘机进攻广州国民政府。
1925年9月，邓本殷命苏有廷同梁鸿林师自两阳进攻江门，并电请北京政府援助。10月中旬，北京政府封邓本殷陆军上将衔，支持邓本殷进攻广州，并派出军舰协助邓本殷进攻。10月22日，邓本殷下达了《本军对省方作战纲要》，提出的作战部署为“与东、北江友军协同消灭赤化奠定粤局为主旨，对省方取攻势”，“先消灭西江南岸之敌，以全力攻取肇庆，候机会合东江友军，围攻省垣”。邓本殷任作战总指挥兼左路指挥官，陈德春任中路指挥官，苏有廷任右路指挥官。
10月24日，八属联军攻占罗定，进逼江门，迫使陈铭枢部撤往开平县单水口。八属联军随即进攻单水口，但未能攻克单水口，后来国民革命军援军到达战场，八属联军全线崩溃。自单水口失败后，邓本殷在高州安铺设立总指挥部，总兵力为2.8万余人，但所部多为收编的民团、土匪，能作战者不多。
10月31日，广州国民政府任命国民革命军第三军军长朱培德为总指挥，指挥南征军反攻八属联军。后来，广州国民政府又派国民革命军第四军军长李济深接任南征军总指挥，率自东江调回的陈济棠第十一师、张发奎第十二师加入南路战斗。11月初，国民革命军攻占两阳、罗定，进取高雷、钦廉。在高州指挥的邓本殷本想出兵救援两阳，但桂军俞作柏部自广西陆川进入广东，逼近化州、高州，邓本殷迅速撤往雷州，留下陈凤起在高州指挥。此后，南征军围攻高州，陈凤起率部逃往钦廉。南征军接连攻占高州、化州、廉州，桂军胡宗铎部自广西灵山进占钦州，驻钦廉的申葆藩放弃部队逃往越南。陈济棠第十一师逼近雷州，邓本殷率残部撤往琼崖。
撤回琼崖后，邓本殷以“特别军务督办”的名义颁布了琼崖全岛水陆戒严令，并电请北京政府派兵救援。1926年1月，国民革命军进攻琼崖，陈济棠第十一师、张发奎第十二师强渡琼州海峡，于琼崖文昌、琼山、临高登陆，进攻八属联军，八属联军各部纷纷投降。邓本殷化装乘坐日本船只逃往越南。北京政府段祺瑞派出的练习舰司令曾以鼎率3艘军舰驶到海口附近时，正逢邓本殷逃离琼崖，故未能起到支援作用。

### 抗日战争将领
邓本殷战败后，称病住到上海宝隆医院，不久对外宣称病逝，并找了替身交亲信运回老家防城茅岭下葬。一些史料乃记录邓本殷1926年3月病逝。此后，邓本殷一直隐居上海。
抗日战争爆发后，1938年邓本殷在上海银行家浦某的资助下，通过收集國民革命軍逃跑时所遗枪支，在无锡梅村地区成立了江浙游击军，抗击日军。江浙游击军辖2个大队、1个特务中队，总兵力300多人。邓本殷率江浙游击军在无锡附近地区进行游击战，袭击日军及伪军，扫除汉奸。
1939年2月，邓本殷率江浙游击军自武进返回锡东，途经锡澄公路西胶山时，突遇日军车队。邓本殷随即组织伏击，击毁日军军车数辆，几十名日军伤亡。邓本殷的侄儿邓元贞牺牲。邓本殷的下属、中国共产党党员杨进回忆道：“后来鬼子增援部队来了，一看形势不对，（我们）决定撤，被动了，鬼子追上来，当时死了7个人。邓元贞牺牲了，邓本殷悲痛得抱头痛哭，日本鬼子死伤很多。”邓元贞等七位抗日烈士被葬在无锡鸿山。
八路军上海办事处以“华东人民武装抗日自卫会”的名义，派出大量军事干部到邓本殷的江浙游击军任职。1938年8月，奉八路军上海办事处之命，杨进化名陈达，率几位青年赴邓本殷部工作。此后，中共党组织又先后安排陈宜民、王赓唐、钱培钧等十多位青年到邓本殷部开展政治工作，并建立了中共党支部，还从无锡县国民抗敌自卫大队调诸振邦任邓本殷部政治部副主任，协助杨进开展工作。
在杨进、诸振邦等中国共产党党员的帮助下，江浙游击军在抗日意志和军事素质方面不断提高。杨进对此回忆道：“邓是桂系的旧军人，政治上一向反蒋，既是旧军人，自然是旧军人习气。由于我是八路军办事处派去的，他在政治上还是能听我们的话，如梅村伏击打死朱冰蝶这一行动，他是听取了我的意见。”朱冰蝶是无锡汉奸，表面上是国民政府无锡县政府领导的抗日军队，暗中却同日伪军勾结。在朱冰蝶从梅村赴安镇的路上，邓本殷率江浙游击军进行伏击，击毙朱冰蝶，并将其头颅割下警告日伪军。不久，邓本殷部击败了伪军黄文彩部、蔡国祺部，收编无锡滨湖地区顾复兴部、东南乡强学曾部抗日游击队，江浙游击军扩为3个纵队共一千余人。
1939年1月，八路军上海办事处将所领导的邓本殷的江浙游击军转交给新四军领导。1939年5月，新四军将江浙游击军编入新四军领导的江南抗日义勇军。在整编期间，江浙游击军参谋长黄飞企图带走部队，江浙游击军内部亲中共力量配合江南抗日义勇军解除了部分江浙游击军高级军官的武装，并处决了黄飞。邓本殷的江浙游击军同强学曾部遂合编为江南抗日义勇军独立二支队，邓本殷升任江南抗日义勇军副司令，后辞职离开部队。江南抗日义勇军后改编成新四军挺进纵队。
抗日战争结束后，邓本殷迁居上海。第二次国共内战末期，邓本殷接受中国国民党革命委员会（民革）中央主席李济深领导，在上海组织地下军，并参与筹建上海民革组织。中华人民共和国成立前夕，他迁居香港，此后生平不详。